# Vale de Frades
Vale de Frades era una freguesia portuguesa del municipio de Vimioso, distrito de Braganza.

## Historia
Fue suprimida el 28 de enero de 2013, en aplicación de una resolución de la Asamblea de la República portuguesa promulgada el 16 de enero de 2013 al unirse con la freguesia de Avelanoso, formando la nueva freguesia de Vale de Frades e Avelanoso.